# Isola d'Asti
Isola d'Asti är en comune i provinsen Asti i den italienska regionen Piemonte, omkring 45 km sydost om Turin och omkring 8 km söder om Asti. Kommunen hade 2 030 invånare (2018).
Isola d'Asti gränsar till följande samhällen: Antignano, Asti, Costigliole d'Asti, Mongardino, Montegrosso d'Asti, Revigliasco d'Asti och Vigliano d'Asti.